# راي كارتر
راي كارتر (بالإنجليزية: Ray Carter)‏ (1 مايو 1951 بتشستر في المملكة المتحدة - ) هو لاعب كرة قدم بريطاني في مركز الوسط. لعب مع نادي بانغور سيتي ونادي كرو ألكساندرا ونادي تشستر سيتي.

## وصلات خارجية
- راي كارتر على موقع قاعدة بيانات كرة القدم.إي يو (الإنجليزية)